# The Legendary Pink Dots
A The Legendary Pink Dots 1980-ban alakult angol-holland rockegyüttes.
1980-ban alakultak meg Londonban. Eredetileg "One Day..." volt a nevük, de hamar megváltoztatták "Legendás Rózsaszín Pöttyök"re. Ezt a nevet a tagok zongoráján található rózsaszín gombok ihlették. 1984-ben áttették székhelyüket Amszterdamba.
Sokszínű zenei palettával rendelkeznek, hiszen számtalan műfajban játszanak: avantgárd rock, experimental rock, neo-psychedelia, ambient, post-punk, industrial zene, noise rock, synthpop. Általában a Can, Faust, Neu!, Brainticket, Magma zenekarokhoz hasonlítják őket.

## Tagok
- Edward Ka-Spel - ének, dalszerzés, billentyűk
- Phil Knight - billentyűk, elektronika
- Erik Drost - gitár
- Raymond Steeg - hangmérnök a koncerteken